# (22136) Jamesharrison
(22136) Jamesharrison ist ein Asteroid des inneren Hauptgürtels, der am 1. November 2000 vom kanadischen Astronomen William Kwong Yu Yeung am Desert Beaver Observatorium in Arizona bei einer Helligkeit von 18 mag entdeckt wurde. Nachträglich konnte der Asteroid bereits auf Aufnahmen nachgewiesen werden, die am 11. April 1991 an der Thüringer Landessternwarte Tautenburg gemacht worden waren. Weitere Beobachtungen hatten dann noch im Oktober 1996 am La-Silla-Observatorium, im März 1998 und von Juli bis Oktober 1999 durch das Lincoln Near Earth Asteroid Research in New Mexico, im März 1998 am Haleakalā-Observatorium auf Hawaiʻi sowie im Juni 1999 durch Spacewatch am Kitt-Peak-Nationalobservatorium in Arizona stattgefunden.
Der Asteroid wurde am 25. November 2015 nach dem australischen Blutspender James Christopher Harrison (1936–2025) benannt, der über sechzig Jahre lang Blut und Plasma spendete. Sein Blutplasma wurde in der Behandlung von Rhesus-Inkompatibilität verwendet.

## Wissenschaftliche Auswertung
Eine Auswertung von Beobachtungen durch das Projekt NEOWISE im nahen Infrarot führte 2011 zu vorläufigen Werten für den Durchmesser und die Albedo im sichtbaren Bereich von 2,7 km bzw. 0,27.